# Râul Hârnău
Râul Hârnău este un curs de apă, afluent al râului Valea Popii. 